# Miloš Obrenović I.
Miloš Obrenović (celým jménem Miloš Teodorović Obrenović, v srbské cyrilici Милош (Теодоровић) Обреновић; 18. března 1780 Gornja Dobrinja – 28. září 1860, Bělehrad) byl v letech 1815–1839 a 1858–1860 srbským knížetem.

## Život
Miloš pocházel ze zemědělské rodiny, které se živila chovem dobytka a jeho prodejem. Jeho rodiče byli chudí zemědělci; on sám byl nejstarším ze tří synů. Jeho skutečné příjmení bylo Teodorović, ale po svém otci si jej nakonec změnil na Obrenoviće, pod kterým se stal později známý jako zakladatel srbské panovnické dynastie.
Jako mladý se účastnil prvního srbského povstání a vedl druhé srbské povstání. Jeho úspěch v boji proti turecké nadvládě vyústil jednání s Turky, ve kterých Osmanská říše přiznala Srbsku autonomní statut a Milošovi postavení knížete. Toto postavení bylo hatišerifem uznáno v roce 1830 jako dědičné a po Karađorđevićích se tak zrodila další srbská panovnická dynastie – Obrenovićové. Postupnými kroky se jako obratný diplomat pokoušel co nejvíce rozšířit míru autonomie Srbska v rámci Osmanské říše. V zahraniční politice se spoléhal na pomoc Ruska, která však byla značně omezena, neboť Rusko mělo s Tureckem četné dohody, které nechtělo kvůli malému Srbsku porušit.
Miloš zahájil proces modernizace a rozvoje Srbska. Cílem tohoto procesu však nebylo zemi dotáhnout na úroveň západních monarchií, nýbrž zajistit dostatečný počet vzdělaných lidí, kteří by dokázali spravovat stát. Podporoval proto studium některých studentů v zahraničí (Německu, Rakousku a Rusku) a také příchod zahraničních odborníků. Ti přicházeli především z Ruska.
Jako panovník vládl Miloš autokraticky a neustále se musel střetávat s četnou opozicí, která toužila získat v rodícím se nezávislém Srbsku významné posty. Odmítal celou řadu demokratických a prozápadních reforem (které měly za cíl omezit jeho poměrně širokou moc); zrušil progresivní Sretenjskou ústavu a nechal vraždit své oponenty, učinil tak i u vůdce prvního povstání Karađorđeho Petroviće. Tvrdě potíral konkurenční rod Karađorđevićů. Ti měli – stejně další odpůrci Miloše – zájem na ovládnutí země a návrat svého příslušníka na trůn. Poté, co myšlenka pokrokové ústavy u Miloše narazila, začalo se o nové ústavě diskutovat. Po několika letech neúspěšných řešení vydal nakonec sultán hatišerif, který měl de facto roli nové srbské ústavy. Milošova moc v něm byla omezena tzv. Radou (Sovjetem), což bylo pro srbského panovníka nepřijatelné. Členové této rady byli zvoleni doživotně a zodpovídali se přímo sultánu v Cařihradu.
Miloš tak nakonec abdikoval a přenechat trůn svému nejstaršímu synovi Milanovi. Nejprve žil v Zemunu.[zdroj?] Později se přestěhoval na Valašsko v dnešním Rumunsku, kde žil v exilu.
Na trůn se vrátil nakonec v roce 1858. Vládl pouhé dva roky, přesto se vypořádal s ustavobraniteli (Garašanin musel odejít z politiky, Toma Vučić byl uvězněn), zahájil protitureckou politiku a prohlásil knížectví za dědičné. V roce 1860 zemřel.
Během své vlády patřil Miloš Obrenović k nejvlivnějším a nejbohatším lidem na Balkáně.